# ドレスフェティシズム
ドレスフェティシズムとはドレスに性的興奮を覚えるフェティシズムの一種である。本項目では便宜上、ドレスフェティシズムを持つ者をドレス愛好者と記述する。

## 概要
本来、ドレスは女性をより美しく飾るための衣装であるが、その衣装自体の美しさや非日常性によって性的嗜好に発展したフェティシズムがドレスフェティシズムである。ドレスには、パーティドレスやカクテルドレス、女性アイドルのステージドレス（いわゆる「アイドル冬の時代」以降は廃れた模様）などもあるが、豪華さ・非日常性・純潔の象徴であるウェディングドレスを好む者は多い。
ドレス愛好者は主に男性であり、裸の女性よりむしろドレス姿の美しく着飾った女性や、ドレスそのものに興奮する。具体的な興奮の対象要素としては、一例として以下のようなものが挙げられる。
- 巨大に膨らまされたふわふわのスカート
- そのスカートを膨らせるためのパニエ
- 静電気の発生を防いでスカートを滑りやすくさせるためのペティコート
- 床を埋め尽くすスカート
- ドレス生地の艶や肌触り
- 後方に長く尾を引くトレーン
- 肘上から二の腕まで至る長い手袋 (オペラグローブ)
- ドレスを破いたり、汚したり、ずぶ濡れにしたりする行為（リッピング、ウェット、メッシー）

仮にドレスを入手したところで、多くの男性にとってはサイズの問題があり、女性のように完全に着こなすことはできない。そこで単にドレスを鑑賞したり、生地の肌触りやスカートのボリュームを楽しんだり、スカート部分だけ着たりして堪能することが多い。また、ボリュームのあるドレスをパジャマや布団代わりにして就寝したり、コスチュームプレイとして、性的パートナーにドレスを着せたまま性交に及ぶ場合もある。

## ドレスの入手
ドレスは本来高価なものであるが、貸衣装の処分品などは定価の数分の1〜数十分の1程度の安価で購入することが可能である。
Webによる通信販売が一般化する以前は、嗜好のためにドレスを購入するには百貨店などの催事場で時折開催される「貸衣装処分展」がほぼ唯一の入手方法であり、ドレス愛好者にとって実際にドレスを買いに行くことは大変勇気の必要な行為だった。対面でドレスを購入する場合、「結婚式の余興で使うので」とか「演劇部で使うので」などという怪訝に思われにくい理由付けをして購入するテクニックがあった。
しかしインターネットの普及後、中古のドレスをネット通販する店が現れ、入手の容易性は格段に向上した。中には、男性がドレスを購入する場合に宅配便の伝票に「ドレス」と書かないなど、特別の配慮を行う販売店もある。

## アダルトビデオにおけるドレスフェティシズム
ドレス愛好者は、裸の女性よりドレス姿の女性に興奮する。このことはアダルトビデオ業界（制作関係者）にあまり知られていないようで、ドレス姿の女優が登場しながらも行為が進むにつれ裸になってしまい、結局一般的なアダルトビデオと同じような内容になってしまう作品が多く、彼らを失望させる。ドレス愛好者が期待するのは、あくまで美しく着飾ったままでの行為である。